# 1924 في فرنسا
فيما يلي قوائم الأحداث التي وقعت خلال عام 1924 في فرنسا.

## أحداث
- 25 يناير – الألعاب الأولمبية الشتوية 1924
- 4 مايو – الألعاب الأولمبية الصيفية 1924

## سياسة

### تعيين في المنصب
- 8 يونيو – فريدريك فرانسوا مارسال رئيس الوزراء الفرنسي،رئيس فرنسا.
- 1 يونيو – جورج بونيت نائب فرنسي.
- 1 يونيو – روبير شومان نائب فرنسي.
- 1 يونيو – فينسنت أوريول نائب فرنسي.
- 1 يونيو – موريس فيوليت نائب فرنسي.
- 8 يونيو – فريدريك فرانسوا مارسال رئيس الوزراء الفرنسي،رئيس فرنسا.
- 13 يونيو – غاستون دومرغ رئيس فرنسا.

### انتهاء فترة المنصب
- 13 يونيو – فريدريك فرانسوا مارسال رئيس فرنسا،رئيس الوزراء الفرنسي.
- 31 مايو – روبير شومان نائب فرنسي.
- 31 مايو – فينسنت أوريول نائب فرنسي.
- 11 يونيو – ألكسندر ميلران رئيس فرنسا.
- 13 يونيو – فريدريك فرانسوا مارسال رئيس فرنسا،رئيس الوزراء الفرنسي.

## رياضة
- 1 يناير – بطولة العالم لسباق الدراجات على الطريق 1924
- 1 يناير – بطولة العالم للدراجات على المضمار 1924
- 6 أبريل – سباق باريس روبيه 1924 الفائزون Jules Vanhevel [الإنجليزية]‏، Félix Sellier [الإنجليزية]‏، موريس فيلي [الإنجليزية]‏.

## كتب
من الكتب التي صدرت هذه السنة في فرنسا:
- 1 يناير – جبال بحار وعمالقة من تأليف ألفرد دوبلن.
- 1 يناير – حفلة الكونت دي أورجيل من تأليف رايموند راديجيه.
- 1 يناير – كونتيسة كاغليوسترو من تأليف موريس لوبلان.

## مواليد

### يناير
- 1 يناير – أندريه اجاريج فيزيائي فرنسي.
- 11 يناير – روجه غيومين طبيب فرنسي.
- 23 يناير – جيمس لايتهيل

### فبراير
- 18 فبراير – سالفيه اتشار كاتب فرنسي.
- 20 فبراير – لوران داوثويلي ملاكم فرنسي.
- 29 فبراير – بيير سينيبالدي لاعب كرة قدم.

### مارس
- 5 مارس – روجيه مارش لاعب كرة قدم فرنسي.

### أبريل
- 12 أبريل – رايمون باغ سياسي فرنسي.
- 24 أبريل – أكرمان ألفريد دراج فرنسي.

### مايو
- 6 مايو – سيمون جاكمارد كاتبة فرنسية.
- 22 مايو – شارل أزنافور

### يونيو
- 12 يونيو – جاك براس درّاج طريق فرنسي.
- 13 يونيو – سيزار رومينسكي لاعب كرة قدم فرنسي.

### يوليو
- 1 يوليو – جورج ريفيير
- 16 يوليو – لوك سيمون
- 19 يوليو – أنطوان كيسار لاعب كرة قدم فرنسي.
- 22 يوليو – هوبير نويل ممثل فرنسي.
- 23 يوليو – بايزيد عثمان

### أغسطس
- 10 أغسطس – جان فرانسوا ليوتار فيلسوف فرنسي.

### سبتمبر
- 3 سبتمبر – أنطونين رولان دراج فرنسي.
- 11 سبتمبر – لويس هون لاعب كرة قدم.
- 13 سبتمبر – موريس جار ملحن فرنسي.
- 22 سبتمبر – برنار غوتييه درّاج طريق فرنسي.
- 23 سبتمبر – ماريون تورنو-برانلي مهندسة معمارية فرنسية.

### أكتوبر
- 5 أكتوبر – برنارد نويل ممثل فرنسي.
- 27 أكتوبر – الين بومبارد سياسي فرنسي.
- 29 أكتوبر – دانيال ميتران كاتبة فرنسية.
- 30 أكتوبر – هوبير كيريان فيزيائي فرنسي.

### ديسمبر
- 3 ديسمبر – جوزيف مورفان درّاج طريق فرنسي.
- 13 ديسمبر – بيير فلاميون لاعب كرة قدم فرنسي.
- 19 ديسمبر – ميشيل تورنيه كاتب فرنسي.

## وفيات

### يناير
- 4 يناير – رينيه باسيه (مواليد 1855)
- 30 يناير – الأمير فرديناند، دوق مونتبنسير (مواليد 1884) أمير فرنسي.

### مارس
- 11 مارس – هيلير دو شاردوني (مواليد 1839) مهندس فرنسي.
- 23 مارس – روبرت نيفيل (مواليد 1856) عسكري فرنسي.

### أبريل
- 14 أبريل – رولاند بونابارت (مواليد 1858)

### مايو
- 15 مايو – بول دو كونستنت (مواليد 1852) سياسي فرنسي.
- 29 مايو – بول كامبون (مواليد 1843) دبلوماسي فرنسي.

### أكتوبر
- 12 أكتوبر – أناتول فرانس (مواليد 1844) كاتب فرنسي.

### نوفمبر
- 4 نوفمبر – غابرييل فوري (مواليد 1845)
- 17 نوفمبر – أوجين سيمون (مواليد 1848)
- 26 نوفمبر – جوليس باوتشر (مواليد 1847) ممثل فرنسي.